# Veneziamestre Rugby 1986 2007-2008

## Super 10 2007-08

### Stagione regolare
| Incontro                        | Andata | Ritorno |
| ------------------------------- | ------ | ------- |
| Veneziamestre — Benetton        | 17-25  | 9-9     |
| Veneziamestre — Parma           | 22-17  | 29-26   |
| Amatori Catania — Veneziamestre | 20-23  | 6-27    |
| Capitolina — Veneziamestre      | 24-17  | 9-14    |
| Petrarca — Veneziamestre        | 26-13  | 23-23   |
| Veneziamestre — GRAN Parma      | 13-9   | 5-16    |
| Veneziamestre — Calvisano       | 7-29   | 20-72   |
| Veneziamestre — Rovigo          | 16-27  | 13-42   |
| Viadana — Veneziamestre         | 28-13  | 18-20   |

#### Risultati della stagione regolare
| Posizione | G  | V | N | P | PF  | PS  | DP   | B | Pt |
| --------- | -- | - | - | - | --- | --- | ---- | - | -- |
| 8ª        | 18 | 7 | 2 | 9 | 301 | 426 | -125 | 1 | 33 |

## Coppa Italia 2007-08

### Prima fase
| Incontro                   | Risultato |
| -------------------------- | --------- |
| Benetton — Veneziamestre   | 43-0      |
| Veneziamestre — GRAN Parma | 19-14     |
| Petrarca — Veneziamestre   | 16-7      |
| Veneziamestre — Rovigo     | 34-17     |

#### Risultati della prima fase
| Posizione | G | V | N | P | PF | PS | DP  | B | Pt |
| --------- | - | - | - | - | -- | -- | --- | - | -- |
| 3ª        | 4 | 2 | 0 | 2 | 60 | 90 | -30 | 1 | 9  |